# Terrorangrebet i Avtozavodskaja
Terrorangrebet i Avtozavodskaja foregik den 6. februar 2004, da en tjetjensk selvmordsterrorist bragte sit bombebælte til sprængning i et tog i metrotunnellen mellem stationerne Avtozavodskaja og Paveletskaya i Ruslands hovedstad Moskva. Sprængningen skete kl. 8:32 om morgenen, timet til Moskvas morgenmyldretid for maksimal menneskelig skade. 41 personer blev dræbt og over 250 sårede – mange i invaliderende grad.
Eksplosionen foregik i togets anden vogn, da den var inde i tunnelen omkring 300-500 meter fra Avtozavodskaja-stationen kørende i nordlig retning mod Paveletskaya-stationen. Selvmordsterroristen blev senere identificeret som den 20/21-årige (født i 1983) Anzor Izhaev (Russisk: Анзор Ижаев) fra den russiske kaukasusrepublik Karatsjajevo-Tsjerkessien. Identifikationen blev gennemført ved at sammenligne ligstumper fra Anzor Izhaev med DNA prøver fra hans mor. Det estimeres, at bomben havde en sprængkraft på svarende til omkring 4 kg TNT. At dømme efter epicentret for eksplosionen var bomben i et bælte eller måske en taske over skulderen. Den tjetjenske terroristleder Sjamil Basajev menes at være den egentlige bagmand bag angrebet, men den tjetjenske separatistleder Aslan Maskhadov og hans "udenrigsminister" Akhmed Sakajev benægtede enhver involvering.
Metrobanen blev ikke videre berørt af eksplosionen, men selve metrotoget, især vogn to, blev næsten fuldkommen destrueret.
I februar 2007 blev tre mænd fundet skyldige i at have organiseret og bistået i dette og det senere terrorangrebet i Rizhskaja – en anden Moskva-metrostation, der blev angrebet den 31. august 2004 og medførte 8 døde og 50 sårede. De tre mænd, Murat Shavajev, Maxim Ponaryin og Tamby Khubijev blev alle fundet skyldige i mord, terrorisme, tilknytning til en illegal gruppe, illegal våbenbesiddelse og bombeproduktion og idømt livsvarigt fængsel. Anklagemyndigheden ville have forsøgt at få dødsdom over de anklagede, men grundet Ruslands moratorium mod eksekvering af dødsdomme, måtte de i stedet gå efter livstidsfængsel. Ruslands højesteret stadfæstede i august 2007 dommen over de tre mænd.